# Big Brother and the Holding Company
Big Brother and the Holding Company — американская рок-группа, образованная в Сан-Франциско в 1965 году и — наряду с Grateful Dead, Quicksilver Messenger Service и Jefferson Airplane — сформировавшая ядро калифорнийской психоделической сцены. Известность группы и её место в рок-истории предопределило, прежде всего, участие в ней в 1966—1968 годах Дженис Джоплин. Записанный с её участием альбом Cheap Thrills (1968) поднялся до #1 в списках Billboard 200 и вошёл под # 338 в список «500 Величайших альбомов всех времён» журнала Rolling Stone.

## История группы
В 1965 году сан-францисские музыканты Питер Албин, его брат Родни (оба — экс-Liberty Hill Aristocrats), а также Джим Гёрли (англ. «Weird» Jim Gurley) взялись за формирование группы более жёсткого звучания чем коллективы, в которых они играли прежде. Первый состав, называвшийся Blue Yard Hill, обосновался в доме 1090 на Пэйдж-стрит, который сдавал внаём Родни — с позволения дядюшки, который ждал разрешения властей, чтобы снести строение и возвести на его месте дом для престарелых. Здесь жили, в основном, хиппи — в частности, Чет Хелмс (к тому времени — участник коммуны Family Dog), который взялся за организацию в подвалах дома джэмов, которые вскоре стали местом притяжения местной молодёжи.
После того, как в группу вошли барабанщик Чак Джонс и гитарист Сэм Эндрю, студент сан-францисского университета, квинтет начал регулярно играть на вечеринках, проводившихся в подвале дома. Шестым участником группы стал гитарист Дэвид Эскесон (англ. David Eskeson), которого менеджер Пол Ферраз (англ. Paul Ferraz, известный по прозвищу Beck), нашёл по газетному объявлению. Основным автором коллектива был Питер Албин, начинавший в блюграссе (на той же сцене в Сан-Хосе, где играли Пол Кантнер и Йорма Кауконен), но вскоре начавший писать «песни, напоминавшие Rolling Stones, но намного более странные».
Название группы возникло в результате соединения двух из многих рассматривавшихся вариантов: Big Brother и The Holding Company. Миссией коллектива было провозглашено стремление «Говорить с детьми всего мира на их языке».
22 января 1966 года состоялось первое официальное выступление группы на первом Trips Festival в Лоншорменз-холле. Репертуар коллектива был фрик-джазовым: преобладали вещи Sun Ra, Джона Колтрейна, Фарао Сандерса — всё с элементами ритм-энд-блюза и с дисторшном и фуззом.
Хелмс, знавший Герли по коммуне Family Dog, подписал с группой контракт и стал её менеджером. При его посредстве Big Brother стал резидентами известного в городе клуба Avalon Ballroom, где он также работал менеджером. Как вспоминал о Big Brother Джек Кэссиди (впоследствии — участник Jefferson Airplane), «У них не имелось никаких заготовок, поэтому иногда им на сцене удавалось создавать такое, что никому бы и в голову не пришло… Потом люди почёсывали головы: Ну, и в каком это было сыграно ключе?»
19 февраля Big Brother сыграли в Филморе, на первом фестивале «Tribal Stomp». Концерт оказался последним для барабанщика Чака Джонса: его заменил Дэйв Гетц
(англ. Dave Getz), который в дневное время преподавал в Художественном институте, а по вечерам подрабатывал на фабрике по производству спагетти. С ним группа начала выступать в местных клубах, играя блюз, блюграсс, каверы Боба Дилана и Rolling Stones, а также фолк-рок («I Know You, Rider»).
В течение следующих пяти месяцев группа давала концерты в районе Залива. Об одном из них местная газета написала: «квинтет певцов, похожих на ливерпульцев с длинными волосами и громкими гитарами». Успех двух местных групп — Jefferson Airplane (тогда ещё — с Сигни Андерсон) и The Great Society (с Грэйс Слик) — заставил Хелмса вспомнить о своей давней знакомой по Техасу, Дженис Джоплин. За ней он направил общего приятеля Трэвиса Риверса.

### Прибытие Джоплин
4 июня Дженис Джоплин прибыла в город. Хелмс утверждал впоследствии, что Питер и Джим возражали против включения её в состав, отмечая неуравновешенность характера (хотя первый из них позже отрицал это). Джоплин в свою очередь с опаской отнеслась к предложению, поскольку незадолго до этого избавилась от наркотической зависимости и не хотела возвращаться к прошлому. «Я сделал всё, чтобы убедить её в том, что музыканты очистились от тяжёлых наркотиков… ну, а ЛСД — это же совсем другое другое дело», — говорил Чет Хелмс.
10 июня 1966 года состоялось первое выступление нового состава группы в «Авалоне». Дженис спела здесь две песни, большую часть концерта просидев на динамике с тамбурином. Музыканты группы вспоминали, что новая певица мгновенно установила контакт с аудиторией и в течение нескольких дней сделалась местной звездой. При этом она заключила с коллегой по группе Дэвидом Гетцем договор о том, чтобы в квартире, которую они снимали, шприцы объявить вне закона. Летний сан-францисский концерт группы был записан и позже включён в альбом Cheaper Thrills (1984).
С прибытием Джоплин Big Brother & the Holding Company перешли от психоделического фьюжна свободных форм к динамичному синтезу поп-психоделии и блюза. В их репертуаре появились две принесённые певицей песни, «Women Is Losers» и «Maybe»; с Альбином они стали исполнять дуэтом «Let The Good Times Roll» и «High Heel Sneakers». Импровизационная составляющая осталась главенствующей. «Мы не бесстрастные профессионалы, — говорила Джоплин. — Мы эмоциональны и неряшливы». Но, как вспоминал Альбин, группе пришлось сбавить громкость: связки даже такой мощной вокалистки не могли справиться с прежним уровнем шума. Уступив просьбам Дженис, музыканты вскоре приобрели новое оборудование, прежде всего — более качественные усилители.
Яркая артистическая харизма вокалистки вывела группу в число лидеров сан-францисской сцены. Не будучи сверхискушенными музыкантами, участники Big Brother были (по словам Сэма Эндрю) «творческими людьми, следовавшими путём органического художественного самоисследования», и новая участница охотно восприняла этот девиз. Кроме того, как вспоминал гитарист группы, «…Big Brother позволили Дженис развиваться. Мы никогда не заставляли её петь в каком-то определённом стиле, такой подход был важен и характерен именно для сан-францисских групп».
Но после своих первых концертов в обновлённом составе Big Brother and the Holding Company ощутили и негативную реакцию аудитории. «Вы, парни, утрачиваете ненормальность, становитесь всё больше и больше похожи на остальных… Избавьтесь от девчонки!», — такой, по воспоминаниям Альбина, была общая реакция местных фэнов.

#### Контракт с Mainstream Records
Тем временем из Детройта в Сан-Франциско прибыл антрепренёр и продюсер Боб Шед (Bob Shad): его цель состояла в том, чтобы подписать Big Brother к своему лейблу Mainstream Records. Чет Хелмс ответил отказом, но бедственное финансовое положение коллектива вынудило музыкантов — сначала уволить Чета, потом принять предложение Боба Шеда. Подписав контракт, последний не только не выплатил музыкантам аванс, но даже не выдал денег на обратные билеты до Сан-Франциско. Как вспоминал позже Альбин, музыканты тут же поняли, что попали в лапы к мошенникам.
Дебютный альбом группа записывала в студиях Чикаго и Лос-Анджелеса. Шед, взявший на себя роль продюсера, не позволил музыкантам находиться в студии, когда проводил окончательное микширование. При этом он не позволял группе записывать каждую песню больше 13 раз, считая, что это «принесёт несчастье». Плохо записанный, полусырой альбом был отправлен на полку, а вышел лишь год спустя, уже после триумфального выступления Big Brother & the Holding Company на фестивале в Монтерее. Лейбл Mainstream ровно ничего не сделал для раскрутки альбома, если не считать того, что выпустил два сингла из него: «Blindman» и «All Is Loneliness».
«Альбом получился слабым, потому что мы были молодыми и наивными, плохой был продюсер было у нас ни менеджера, ни вообще человека, который мог бы что-то посоветовать. Мы не понимали, что делаем, и нами просто воспользовались. Дали три дня на запись всего альбома и намекнули, что если мы позволим себе в студии какие-то творческие вольности, нас тут же вышвырнут», — так отзывалась Джоплин о первой пластинке.
В начале октября 1966 года новый менеджер группы Джулиус Карпен всё же вернул Big Brother & the Holding Company в Сан-Франциско. Здесь группа выступила на нескольких крупных концертах — в частности, на Love Pageant Rally (в Голден Гейт парке), а также в новогоднем Wail/Whale — вместе с Grateful Dead и Orkustra. Это событие, организованное «Ангелами Ада», было посвящено празднованию освобождения Шоколадного Джоржа, одного из участников банды; заметную роль в этом сыграла хиппиозная коммуна Хайт Эшбери.

#### Фестиваль в Монтерее
17 июня 1967 году Big Brother & the Holding Company дали свой первый концерт на фестивале в Монтерее. В тот день на той же сцене выступили Canned Heat, Эл Купер, Steve Miller Band, Paul Butterfield Blues Band, Майк Блумфилд и Electric Flag). На следующий день состоялся второй выход: этот концерт был организован специально для того, чтобы режиссёр Д. А. Пенебейкер мог заснять его на плёнку (здесь выступили также The Byrds, Джими Хендрикс, The Who, The Mamas & the Papas и The Blues Project). Выступление Big Brother & the Holding Company с песней «Ball and Chain» стало центральным эпизодом фильма Пенебейкера «Monterey Pop», который по сей день считается образцом качественной рок-документалистики.
31 октября Big Brother & the Holding Company подписали контракт с новым менеджером Албертом Гроссманом, который вёл также дела Боба Дилана и The Byrds. Приход Гроссмана, как объяснял Сэм Эндрю, был во многом предопределён исходом дебатов внутри группы относительно того, следует ли им сниматься у Пенебейкера (Grateful Dead, например, от этого отказались). Гроссман настоятельно советовал музыкантам согласиться на съёмку. «Задним числом стало ясно, что это бы верный шаг. В каком-то смысле, те, кто не попал в фильм, оказались <в историческом смысле> и вне фестиваля. В наши дни никто не помнит о том, что там выступали Grateful Dead и Electric Flag», — признавал Эндрю. Гроссман, как позже утверждал Альбин, ни в грош не ставил группу, но боготоворил Джоплин, которую рассматривал как «новую Билли Холлидей», а в перспективе — как лидера некой блюзовой супергруппы (с Тадж-Махалом и др.).
Ещё важнее было то, что группой заинтересовался Клайв Дэвис, президент Columbia Records. Немедленно подписав с Big Brother & the Holding Company контракт на выпуск трёх студийных альбомов, он присоединился к Гроссману в спешных попытках освободиться от старого контракта. Летом 1967 года на Mainstream Records всё же вышел залежавшийся и при этом недоработанный дебют Big Brother & the Holding Company, который в августе 1967 года поднялся до #60 в списках Биллборда (позже Columbia выкупила права на пластинку и сделала её хитом).
16 февраля 1968 года группа начала своё первое турне по Восточному побережью, а на следующий день впервые выступила в Нью-Йорке, в Anderson Theatre. Концерт получил восторженные рецензии в прессе. Группа продолжила гастроли — в Бостоне, Кембридже, Провиденсе и Чикаго. 1 марта концерт в детройтском зале Grande Ballroom был записан на плёнку и позже включён в концертный сборник Janis Live.

### Cheap Thrills
В марте 1968 года группа (которую стали называть в афишах Janis Joplin and Big Brother & the Holding Company) приступила с продюсером Джоном Саймоном к работе над новым альбомом в нью-йоркской Studio E. Первоначальный вариант заголовка: «Dope, Sex and Cheap Thrills» по цензурным причинам пришлось сократить. Здесь впервые в коллективе возникли трения: музыканты почувствовали, что Джоплин становится суперзвездой, а сами они превращаются в аккомпанирующий состав. С другой стороны, и певица все чаще слышала со стороны, что группа не соответствует её уровню исполнительского мастерства.
Cheap Thrills изначально рассматривался как концертный альбом. Группа трижды отыграла детройтском Grande Ballroom где её записали Эллиот Мазур и Джон Саймон, приглашённый Гроссманом продюсер. «Получилось неважно, поэтому мы попытались добиться „живого“ звучания в студии, сведя количество наложений к минимуму», — вспоминал Альбин. В конечном итоге в студийную запись был просто вмикширован звук зрительного зала и вступление Билла Грэхема.
Тем временем турне продолжалось: 7 апреля Big Brother & the Holding Company закончили его большим концертом в Нью-Йорке памяти Мартина Лютера Кинга, где также выступили Джими Хендрикс, Бадди Гай, Ричи Хэвенс, Пол Баттерфилд и Алвин Бишоп. В ходе турне (12-13 апреля) в зале Winterland Ballroom был записан (выпущенный позже) концертный Live at Winterland '68.
Выпуск студийного альбома задерживался: продюсер отверг почти весь материал (около 200 бобин), предложенный группой. Но предварительные заявки на пластинку оказались таковы, что она получила золотой статус ещё до выпуска. Клайв Дэвис потребовал немедленного релиза, и Cheap Thrills, обложку которого оформил знаменитый в андеграунде карикатурист Роберт Крамб, вышел в августе 1968 года, как раз к моменту выступления группы на фолк-фестивале в Ньюпорте (Род-Айленд), где 18-тысячная аудитория устроила ей овацию и не отпускала со сцены до часу ночи.
Освободившись от поп-конформизма, навязывавшегося Бобби Шедом, группа создала в Cheap Thrills (как писал в 1994 году обозреватель Джон Макдермотт), свой «…шедевр: эклектическую коллекцию бурных студийных и концертных экспериментов, которые явились сильным артистическим заявлением и в полной мере отразили мощь ансамбля». «После прихода Дженис нам потребовался примерно год концертной деятельности, чтобы понять, кто мы такие, — говорил Сэм Эндрю. — Перед началом работы над Cheap Thrills у нас было время отточить репертуар на гастролях, это и решило всё дело».
Уже через месяц после выхода альбом разошёлся миллионным тиражом, 12 октября возглавил списки Billboard 200 и продержался на вершине 8 недель, чему способствовал и успех хит-сингла «Piece Of My Heart» (второй сорокапяткой вышел «Summertime»). Однако, рецензии на альбом в США были сдержанными: многие отметили, что Джоплин, совершенно затмила своим исполнением группу, особенно в «Ball & Chain» и «Summertime». В числе тех, кто встал на защиту Big Brother, был Ричард Голдстейн, обозреватель Village Voice: 

Да, стало принято высмеивать музыкантов группы, которые <будто бы> не соответствуют магии <Дженис Джоплин>, но они не столь уж беспомощны. Её голос настолько безграничен, что забить способен любой аккомпанемент, за исключением, разве что, базуки, но когда за ней Big Brother… разница между вокалом и музыкой стирается, остаётся общее звучание. Если вы называете это «звучанием Дженис Джоплин», значит судите об огне по дыму, потому что видите сначала его. Оригинальный текст (англ.)True, it’s chic to deride the group as being unworthy of her magic, but they are certainly not lame companions. Her voice is vast enough to overwhelm any accompaniment less raucous than a bazooka, but with Big Brother behind her, freaking out like country cousins, there is no difference between voice and music---just “Sound.” Call that the sound of Janis Joplin and you might as well identify a fire by its smoke just because that’s what hits you first.— Ричард Голдстейн, Village Voice.

#### Распад Big Brother
Несмотря на огромный успеха альбома, постоянные гастроли и нервное перенапряжение тормозили развитие группы. Без поддержки сан-францисского сообщества Big Brother (как отмечал Дж. Макдермотт), «с трудом удерживались на плаву». Ещё недавно казавшаяся неиссякаемой энергия группы из-за наркотиков и мелких дрязг стала стремительно испаряться. Постепенно личные и творческие связи в составе начали распадаться. При этом становилось всё более очевидно, что из всех участников коллектива одна только Джоплин после его распада могла бы не только выжить, но и добиться успеха как сольная исполнительница. Гроссман, лучше других понимая это, не делал ничего, чтобы предотвратить распад.
В сентябре 1968 года (едва только альбом уступил место на вершине Electric Ladyland Джими Хендрикса) менеджер объявил о «дружеском расставании» Дженис Джоплин и Big Brother. 15 ноября Джоплин дала со старым составом свой последний концерт — в манхэттенском Колледже Хантера (англ. Hunter College).
Гроссман защитил Джоплин от агрессии извне, но распадом группы были возмущены все в Сан-Франциско: многие открыто говорили, что менеджер уничтожил группу, чтобы переманить певицу к себе.
Спустя 25 лет Сэм Эндрю признавал, что общественность, скорее всего, переоценивала влияние Гроссмана: «Big Brother погрязли в проблемах, запустили бизнес… Хотя, конечно, было ошибкой для неё уходить в такой момент. Мы были на самом пике, альбом вышел на первое место, — нельзя было этот успех так растранжиривать». При этом решение Джоплин никого не застало врасплох: оно назревало в течение нескольких месяцев, и сам Эндрю признавал, что Дженис о своих намерениях уйти из группы ему «прожужжала уши».
Сама Джоплин тяжело переживала свой уход. «Я любила этих парней больше всего на свете, но понимала: если я серьёзно отношусь к музыке, нужно уходить… Мы в течение двух лет работали по шесть дней в неделю, играя одни и те же песни, в них вложили себя полностью и попросту истощили себя», — вспоминала она в сентябре 1970 года.

## 1969—1972
После ухода Дженис Джоплин Дэйв Гетц и Питер Альбин присоединились к Country Joe and the Fish; с ней они провели американские и европейские гастроли, а также сыграли на альбоме Country Joe Here We Go Again, выпущенном Vanguard Records в 1969 году. В мае того же года оба покинули группу, чтобы реформировать Big Brother. Пригласив к участию гитариста Дэвида Нельсона (англ. David Nelson), они прослушали нескольких вокалистов (в их числе были Эдди Мани, Кэти Макдональд и Джон Херальд). В конечном итоге осень 1969 года группа воссоединилась в составе: Альбин, Гетц, Гёрли, Ник Гравенитес (вокал), Дэйв Шеллок (гитара) и Кэти Макдональд (вокал).
В 1970 году вышел альбом Be a Brother, спродюсированный Грэйвнайтсом, за которым последовал How Hard It Is (1971): здесь к группе присоединился ещё и органист Майк Финнеган. В 1972 году группа распалась: в числе основных причин тому музыканты называли наркотики, отсутствие менеджмента и внутренние стычки. В 1978 году этот состав воссоединился — всего лишь, чтобы сыграть «The Tribal Stomp» в Greek Theatre, Беркли.

## 1987-настоящее время
В 1987 году состав практически в том же составе воссоединился и начал время от времени выходить на гастроли. В 1996 году Гёрли покинул группу: главной причиной было его несогласие с решением группы подбирать женщин-вокалисток (он считал, что это оскобрляет память о Джоплин). Его заменил Том Финч. К этому времени с группой попеременно пели Мишель Бастиан, Лайза Бэттл, Хэлли ДеВестерн, Лайза Миллз, Андра Митрович, Кейси Клэнтон, София Рамос, Мэри Бриджет Дэвис, Хлой Лоуэри. Джейн Миренгет и Кэти Ричардсон.
В 1999 году группа выпустила альбом Do What Your Love. Партии вокала исполнила здесь Лайза Бэттл. Наряду с новым материалом в альбом были включены новые версии старой классики, в частности джоплиновской «Women is Loser». В 2005 году в Германии был записан (и год спустя выпущен) концертный альбом «Hold Me» — с вокалисткой Софией Рамос и гитаристом Чедом Квистом (англ. Chad Quist).
В 2008 году вышел двойной CD-сет The Lost Tapes, куда вошли записи, сделанные в Сан-Франциско 1966—1967 годах при участии Дженис Джоплин. Наряду с вещами, входившими в бутлеги, туда были включены 12 вещей, прежде не выпускавшихся.
12 февраля 2015 года от сердечного приступа скончался один из основателей группы, Сэм Эндрю.

## Состав группы

### Участники
| Нынешний состав - Питер Албин — бас-гитара (1965—1968, 1969—1972, 1987-наши дни) - Дэйв Гетц — ударные, фортепиано (1966—1968, 1969—1972, 1987-наши дни) - Том Финч — гитара (1997—2008, 2015-наши дни) - Дарби Гулд — вокал (2015-наши дни) - Дэвид Агийлар — гитара (2018-наши дни) - Кейт Руссо Томас — вокал, электрическая скрипка и клавишные (1998, 2003—2008, 2015-наши дни) | Бывшие участники - Сэм Эндрю — гитара, вокал (1965—1968, 1969—1972, 1987—2015; умер в 2015) - Джеймс Гёрли — гитара (1965—1968, 1969—1972, 1987—1997; умер в 2009) - Чак Джонс — ударные (1965—1966) - Дженис Джоплин — вокал (1966—1968; умерла в 1970) - Ник Гравенитес — вокал (1969—1972; умер в 2024) - Кэти Макдональд — вокал (1969—1972; умерла в 2012) - Дэйв Шеллок — гитара (1969—1972) - Майк Финниган — орган, вокал (1971—1972; умер в 2021) - Лиза Бэттл — вокал (1997—2005) - София Рамос — вокал (2005—2008) - Бен Нивс — гитара (2008—2015) - Кэти Ричардсон — вокал (2011—2015) - Томми Одетто — гитара (2015—2018) |

## Дискография

### Альбомы
- Big Brother & the Holding Company (1967)
- Cheap Thrills (1968)
- Be a Brother (1970)
- How Hard It Is (1971)
- Can’t Go Home Again (1997)
- Live at Winterland '68 (1998)
- Do What You Love (1999)
- Hold Me (2006)
- The Lost Tapes (2008)